# Ułar kaspijski
Ułar kaspijski (Tetraogallus caspius) – gatunek dużego ptaka z rodziny kurowatych (Phasianidae).

## Systematyka
Wyróżniono trzy podgatunki T. caspius:
- T. caspius tauricus – południowa i wschodnia Turcja, zachodnia Armenia.
- T. caspius caspius – środkowa Armenia do Turkmenistanu.
- T. caspius semenowtianschanskii – góry Zagros (południowo-zachodni Iran).

## Występowanie
Ułar kaspijski żyje w Azji Mniejszej, na południowym Kaukazie oraz w północnym i południowo-zachodnim Iranie. Zamieszkuje on zbocza górskie z rumoszem oraz rzadką roślinnością kserofityczną na wysokości ok. 2400 m n.p.m.

## Opis
Ułar kaspijski osiąga długość ciała 56 cm, długość skrzydła 24,5–28,5 cm. Ptak ten jest upierzony rdzawoszaro w ciemniejsze podłużne, a także poprzeczne rzędy prążków oraz plamek. Szyja jest pokryta białymi pasami, a natomiast jego nogi są pomarańczowo-czerwone.

## Pożywienie
Ułar kaspijski żywi się roślinami oraz drobnymi bezkręgowcami.

## Status
Międzynarodowa Unia Ochrony Przyrody (IUCN) uznaje ułara kaspijskiego za gatunek najmniejszej troski (LC – least concern) nieprzerwanie od 1988 roku. Trend liczebności populacji jest spadkowy.